# Draft NFL 1951
Il Draft NFL 1951 si è tenuto il 18-19 gennaio 1951 al Blackston Hotel di Chicago. I Baltimore Colts fallirono dopo la stagione 1950 così la lega rese i loro giocatori selezionabili nel Draft 1951

## Primo giro
|  | = Pro Bowler |  | = Hall of Famer |

| Scelta | Squadra                                 | Giocatore                | Ruolo       | College                       |
| ------ | --------------------------------------- | ------------------------ | ----------- | ----------------------------- |
| 1      | New York Giants                         | Kyle Rote                | Halfback    | Southern Methodist University |
| 2      | Chicago Bears (Dai Baltimore Colts)     | Bob Williams             | Quarterback | Notre Dame                    |
| 3      | San Francisco 49ers                     | Y.A. Tittle              | Quarterback | LSU                           |
| 4      | Washington Redskins                     | Leon Heath               | Fullback    | Oklahoma                      |
| 5      | Green Bay Packers                       | Bob Gain                 | Tackle      | Kentucky                      |
| 6      | Chicago Cardinals                       | Jerry Groom              | Centro      | Notre Dame                    |
| 7      | Philadelphia Eagles                     | Ebert Van Buren          | Back        | LSU                           |
| 8      | Philadelphia Eagles (Dai Detroit Lions) | Chet Mutryn              | Back        | Xavier                        |
| 9      | Pittsburgh Steelers                     | Clarence "Butch" Avinger | Fullback    | Alabama                       |
| 10     | Chicago Bears (Dai New York Yanks)      | Billy Stone              | Halfback    | Bradley                       |
| 11     | Los Angeles Rams                        | Bud McFadin              | Guardia     | Texas                         |
| 12     | Chicago Bears                           | Gene Schroeder           | End         | Virginia                      |
| 13     | New York Giants                         | Jim Spavital             | Fullback    | Oklahoma A&M                  |
| 14     | Cleveland Browns                        | Ken Konz                 | Back        | LSU                           |

## Hall of Fame
All'annata 2013, sei giocatori della classe del Draft 1951 sono stati inseriti nella Pro Football Hall of Fame:
- Jack Christiansen, Defensive backdalla Colorado State University scelto nel sesto giro (69º assoluto) Detroit Lions.

Induzione: Professional Football Hall of Fame, classe del 1970.
- Y.A. Tittle, Quarterback da LSU scelto come terzo assoluto dai San Francisco 49ers.

Induzione: Professional Football Hall of Fame, classe del 1971.
- Andy Robustelli, Defensive End dalla University of Bridgeport Taken scelto nel 19º giro (228º assoluto) dai Los Angeles Rams.

Induzione: Professional Football Hall of Fame, classe del 1971.
- Bill George, Linebacker dalla Wake Forest University scelto nel secondo giro (23º assoluto) Chicago Bears.

Induzione: Professional Football Hall of Fame, classe del 1974.
- Mike McCormack, Offensive Tackle dalla University of Kansas scelto nel terzo giro (34º assoluto) dai New York Yanks.

Induzione: Professional Football Hall of Fame, classe del 1984.
- Don Shula, Back dalla John Carroll University scelto nel nono giro (110º assoluto) dai Cleveland Browns.

Induzione: Professional Football Hall of Fame, classe del 1997 per i meriti come capo-allenatore.